# Danh sách tai nạn hàng không 2009
Danh sách tai nạn hàng không 2009 là danh sách thống kê các vụ tai nạn máy bay trong năm 2009. Đặc biệt là vụ rơi máy bay của hãng Air France vào ngày 1 tháng 6.
- Chuyến bay 128 của Carpatair
- Chuyến bay 1951 của Turkish Airlines
- Chuyến bay 3407 của Continental Airlines
- Chuyến bay 447 của Air France
- Chuyến bay 80 của FedEx Express
- Chuyến bay 91 của Cougar Helicopters
- Chuyến bay 918 của CanJet
- Tai nạn hàng không Mil Mi-24 tại Táchira
- Tai nạn hàng không T-34 Mentor tại Quito 2009
- Chuyến bay 626 của Yemenia
- Chuyến bay 7908 của Caspian Airlines